# Richard E. Geis
Pour les articles homonymes, voir Geis (homonymie).
Richard E. Geis, né le 19 juillet 1927 à Portland dans l'Oregon où il est décédé le 4 février 2013, est un écrivain américain de science-fiction et de romans érotiques originaire de Portland, Oregon. 

## Biographie

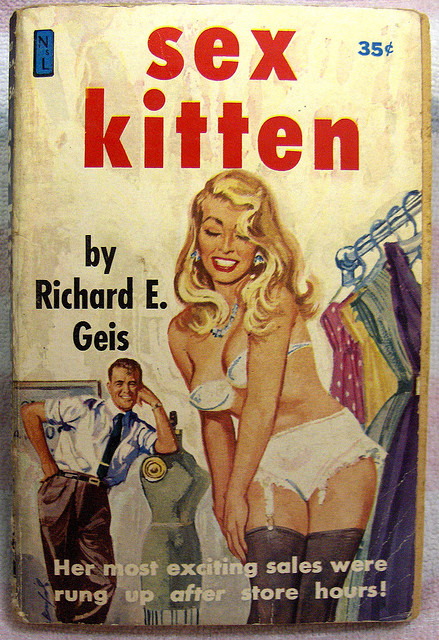
Couverture du livre Sex Kitten.

Il a reçu plusieurs prix Hugo du meilleur écrivain amateur et du meilleur magazine amateur.
En 2005, Richard Geis a déclaré que des 114 livres qu'il avait écrit, 110 d'entre eux relevaient du genre « porno softcore. »[réf. nécessaire]
Plusieurs de ses ouvrages peuvent être lus sur son site.

## Œuvres traduites en français
- Richard Geis (trad. Jean-Pierre Huet), Défense de coucher, Paris, Champ libre, coll. « Chute libre », 1976, 206 p. (ISBN 978-2-85184-057-8)